# 4153-as busz
A 4153-as jelzésű autóbuszvonal Ózd és Kazincbarcika között húzódó helyközi vonal, amelyet a Volánbusz Zrt. üzemeltet Lénárddaróc és Mályinka érintésével.

## Útvonala
Ózd autóbusz-állomásról indul. A Pázmány úton, Farkaslyuk felé hagyja el a várost. Ezt követően a csernelyi elágazáshoz ér, de központjába nem tér be. Lénárddaróc következik, majd Kismezőpuszta és a régi Csokvaomány megállóhely, míg régebben Csokvaomány és Sáta településekre is kitért, mára már csak Nekézseny irányába fordul el. A falun halad át, majd Dédestapolcsányon belül az innen 3 kilométerre fekvő Mályinkát is érinti az indítás. A Bükkben fekvő községet a rajta áthaladó 2513-as mellékúton hagyja el vissza Dédestapolcsány felé, aztán a Lázbérci Tájvédelmi Körzet határának töredékét járja be, míg nem a vonal 39. kilométerén a Lázbérci-víztározó bejárati útjához, a 40. kilométerén Bánhorvátiba érkezik. Bánfalva után a szomszédos Nagybarca következik, hamarosan a 26-os főútra kanyarodik Miskolc irányába. Ezután Vadna egy szál megállóját érinti, majd Sajóivánka állomási részét is kiszolgálja. A környék legnagyobb városát, Kazincbarcikát az alsóvárosi iskolán keresztül közelíti meg, kórháza mellett és az Építők útján elrobogva érkezik az autóbusz-állomásra, végállomására.
Ellentétes irányban nincs indítása (nagyjából azonos útvonalon futó vonal visszafelé: 4154-es busz).

## Közlekedése
Indítása egyetlen egyszer történik munkanapokon, egy irányban, hajnalban, a 4060-as és a 4160-as vonalakból áll össze. Általában Credo Econell 12 szolgálja ki.
| Viszonylat                                | Indításszám | Közlekedési rend |
| ----------------------------------------- | ----------- | ---------------- |
| Ózd, aut. áll. ➝ Kazincbarcika, aut. áll. | 1 oda       | munkanapokon     |

## Megállóhelyei
| 0  | Ózd, autóbusz-állomás végállomás           | 0.0 km  | 1, 2, 2A, 3, 4, 6, 7, 8, 12, 20A, 23, 26, 46, 47, 68, 74, 76, 78 1031, 1034, 1051, 1369, 1384, 1411 3410, 3770, 3773, 4101, 4102, 4104, 4140, 4145, 4147, 4148, 4150, 4151, 4155, 4157, 4158, 4160, 4161, 4180, 4185, 4186 |
| 1  | Ózd, Hotel Ózd                             | 0.6 km  | 1, 2, 4, 8, 12, 20, 21, 23 4101, 4102, 4158, 4160, 4161 |
| 2  | Ózd, Petőfi tér                            | 1.2 km  | 1, 2, 4, 8, 12, 20, 21, 23 3410, 3412, 4101, 4102, 4154, 4157, 4158, 4160, 4161 |
| 3  | Ózd, Pázmány út 39.                        | 1.7 km  | 4101, 4158, 4160, 4161 |
| 4  | Ózd, Pázmány út 150.                       | 2.6 km  | 3410, 3412, 4101, 4157, 4158, 4160, 4161 |
| 5  | Farkaslyuk, Eperjes dűlő                   | 3.4 km  | 4101, 4158, 4160, 4161 |
| 6  | Farkaslyuk, Boroszló telep                 | 4.1 km  | 4101, 4158, 4160, 4161 |
| 7  | Farkaslyuk, autóbusz-váróterem             | 4.5 km  | 3410, 3412, 4101, 4154, 4157, 4158, 4160, 4161 |
| 8  | Farkaslyuk, újtelep                        | 5.1 km  | 3410, 3412, 4154, 4157, 4160, 4161 |
| 9  | Farkaslyuk, Görgei utca                    | 5.7 km  | 3410, 4157, 4160, 4161 |
| 10 | Csernely, fehérneműüzem bejárati út        | 10.5 km | 3410, 3412, 4154, 4157, 4160, 4161 |
| 11 | Csernelyi elágazás                         | 11.2 km | 3410, 3412, 3486, 4154, 4157, 4160, 4161 |
| 12 | Csernely, Vörösmarty utca 5.               | 11.6 km | 3486, 4154, 4160, 4161 |
| 13 | Csernely, tanya                            | 12.3 km | 4160, 4161 |
| 14 | Lénárddaróc, Dózsa György utca 125.        | 13.4 km | 3486, 4154, 4160, 4161 |
| 15 | Lénárddaróc, községháza                    | 13.8 km | 3486, 4154, 4160, 4161, 4195 |
| 16 | Lénárddaróc, Dózsa György utca 4.          | 14.3 km | 3486, 4154, 4160, 4161, 4195 |
| 17 | Lénárddaróc, újtelep                       | 14.8 km | 3486, 4154, 4160, 4161, 4195 |
| 18 | Kismezőpuszta                              | 15.4 km | 3486, 4154, 4160, 4161, 4195 |
| 19 | Csokvaományi elágazás                      | 16.9 km | 4154, 4160, 4161, 4193, 4194, 4195 |
| 20 | Csokvaomány, vasútállomás bejárati út      | 17.1 km | 4154, 4160, 4161, 4193, 4194, 4195 |
| 21 | Nekézseny, Széchenyi utca 11.              | 19.0 km | 4059, 4061, 4154, 4160, 4161, 4194 |
| 22 | Nekézseny, híd                             | 19.4 km | 4059, 4061, 4154, 4160, 4161, 4194 |
| 23 | Nekézseny, községháza                      | 19.8 km | 4059, 4061, 4154, 4160, 4161, 4194 |
| 24 | Nekézseny, Arany János utca 45.            | 20.3 km | 4059, 4061, 4154, 4160, 4161, 4194 |
| 25 | Dédestapolcsány, Tó utcai forduló          | 24.6 km | 3408, 4059, 4060, 4061, 4154, 4160, 4161, 4194 |
| 26 | Dédestapolcsány, élelmiszerbolt            | 25.4 km | 3408, 4058, 4059, 4060, 4061, 4154, 4160, 4161, 4194 |
| 27 | Dédestapolcsány, italbolt                  | 26.1 km | 1054 3408, 4058, 4059, 4060, 4061, 4154, 4160, 4161, 4194 |
| 28 | Dédestapolcsány, mályinkai elágazás        | 26.8 km | 4058, 4059, 4060, 4061, 4160, 4154, 4161, 4194 |
| 29 | Mályinka, alsó                             | 28.4 km | 4058, 4059, 4060, 4061, 4160, 4161, 4194 |
| 30 | Mályinka, emlékmű                          | 28.7 km | 4058, 4059, 4060, 4061, 4160, 4161, 4194 |
| 31 | Mályinka, tűzoltószertár                   | 29.3 km | 4058, 4059, 4060, 4061, 4160, 4161, 4194 |
| 32 | Mályinka, emlékmű                          | 29.9 km | 4058, 4059, 4060, 4061, 4160, 4161, 4194 |
| 33 | Mályinka, alsó                             | 30.2 km | 4058, 4059, 4060, 4061, 4160, 4161, 4194 |
| 34 | Dédestapolcsány, mályinkai elágazás        | 31.8 km | 4058, 4059, 4060, 4061, 4154, 4160, 4161, 4194 |
| 35 | Dédestapolcsány, italbolt                  | 32.5 km | 1054 3408, 4058, 4059, 4060, 4061, 4154, 4160, 4161, 4194 |
| 36 | Dédestapolcsány, élelmiszerbolt            | 33.2 km | 3408, 4058, 4059, 4060, 4061, 4154, 4160, 4161, 4194 |
| 37 | Dédestapolcsány, Gagarin utca              | 33.9 km | 1054 3408, 4058, 4059, 4060, 4061 |
| 38 | Lázbérci-víztározó bejárati út             | 38.1 km | 3408, 4058, 4059, 4060, 4061 |
| 39 | Bánhorváti, híd                            | 40.0 km | 1054 3408, 4058, 4059, 4060, 4061 |
| 40 | Bánhorváti, autóbusz-váróterem             | 40.6 km | 1054 3408, 4058, 4059, 4060, 4061 |
| 41 | Bánhorváti, Bánfalva                       | 41.6 km | 3408, 4058, 4059, 4060, 4061 |
| 42 | Nagybarca, BSH telep                       | 42.7 km | 3408, 4058, 4059, 4060, 4061 |
| 43 | Nagybarca, autóbusz-váróterem              | 43.3 km | 1054 3408, 4058, 4059, 4060, 4061 |
| 44 | Nagybarca, tanbánya                        | 44.7 km | 3408, 4058, 4059, 4060, 4061 |
| 45 | Sajómenti Vízművek 3/1. telep              | 45.5 km | 4058, 4059, 4060, 4061 |
| 46 | Vadna, községháza                          | 47.0 km | 1054, 1369, 1384, 1410, 1411 3408, 3770, 3773, 4057, 4058, 4059, 4060, 4061, 4062, 4063, 4065, 4066, 4067, 4194 személyvonat – Vadna [92.]                                                                                 |
| 47 | Sajókaza vasútállomás bejárati út          | 48.9 km | 1054, 1369, 1384, 1410, 1411 3408, 3770, 3773, 4057, 4058, 4059, 4060, 4061, 4062, 4063, 4065, 4066, 4067, 4069, 4194 személyvonat – Sajókaza [92.]                                                                        |
| 48 | Csukástói tanya                            | 50.4 km | 3773, 4057, 4058, 4059, 4060, 4061, 4062, 4063, 4065, 4066, 4067, 4069, 4194 |
| 49 | Kazincbarcika, ÉRV II. telep               | 51.2 km | 1384 3770, 3773, 4057, 4058, 4059, 4060, 4061, 4062, 4063, 4065, 4066, 4067, 4069, 4194 |
| 50 | Kazincbarcika, alsóvárosi iskola           | 52.3 km | 3408, 3770, 3773, 4057, 4059, 4060, 4063, 4065, 4066, 4067, 4069 |
| 51 | Kazincbarcika, kórház                      | 53.0 km | 3 1054 3408, 3756, 3763, 3764, 3765, 3770, 3772, 3773, 4040, 4041, 4044, 4047, 4048, 4050, 4052, 4057, 4059, 4060, 4065, 4066, 4069, 4070, 4075, 4080, 4082, 4083, 4084                                                    |
| 52 | Kazincbarcika, Ifjúmunkás tér              | 53.4 km | 3 3408, 3756, 3763, 3764, 3765, 3770, 3772, 3773, 4040, 4041, 4044, 4047, 4048, 4050, 4052, 4057, 4059, 4060, 4065, 4066, 4069, 4070, 4075, 4080, 4082, 4083, 4084                                                         |
| 53 | Kazincbarcika, autóbusz-állomás végállomás | 54.2 km | 3, 9 1054 3408, 3756, 3763, 3764, 3765, 3766, 3767, 3770, 3772, 3773, 4040, 4041, 4046, 4047, 4048, 4050, 4052, 4057, 4059, 4060, 4065, 4066, 4069, 4070, 4075, 4080, 4082, 4083, 4084, 4154                               |